# Liga Deportiva Estudiantil (Latacunga)
La Liga Deportiva Estudiantil de Latacunga es un equipo de fútbol profesional de Latacunga, Cotopaxi, Ecuador. Fue fundado el 27 de septiembre de 1961. Se desempeña en la Segunda Categoría del Campeonato Ecuatoriano de Fútbol.
Está afiliado a la Asociación de Fútbol No Amateur de Cotopaxi.